# 아라카와촌 (니가타현)
아라카와촌(荒川村)은 니가타현 기타칸바라군에 설치되었던 촌이다.